# Skawica (Petite-Pologne)
Pour les articles homonymes, voir Skawica.
Skawica est une localité polonaise de la gmina de Zawoja, située dans le powiat de Sucha en voïvodie de Petite-Pologne.